# Corneanu
Corneanu – wieś w Rumunii, w okręgu Buzău, w gminie Odăile. W 2011 roku liczyła 34 mieszkańców.